# Khotons
 (février 2025).
Les Khoton ou Qotung sont un groupe ethnique mongol (en) de Mongolie (extérieure) et intérieure. La plupart des Khotons mongols vivent dans la province d'Uvs, dans l'ouest du pays. En Chine, les Khotons (souvent appelés Qotungs) vivent en Mongolie intérieure, concentrés dans la Ligue d'Alxa, et ils sont classés comme Mongols ethniques. Ils parlent les dialectes dörbet (en) ou alasha de la langue oïrate.

## Démographie
En Mongolie, la plupart des Khotons vivent dans la province d'Uvs, en particulier à Tarialan, Naranbulag et Ulaangom. On dénombrait officiellement environ 6 100 Khotons en 1989. En 2015, il y avait environ 10 000 Khotons en Mongolie.
Les Khotons de Mongolie intérieure résident dans la Ligue d'Alxa, et principalement dans sa bannière gauche. Certains résident également à Bayannuur. Une étude de 2004 a révélé que les informateurs de Khoton estimaient leur population totale à environ 1 200 personnes

## Histoire
Khoton, Khotong ou Qotung était à l'origine un terme mongol désignant les musulmans ouïghours et hui, ou les musulmans parlant chinois. Cependant, bien que le terme ait historiquement désigné plusieurs groupes, les recherches modernes indiquent que les Khotons ne sont pas directement liés au peuple Hui. En revanche, les Khotons ont des origines distinctes, descendant majoritairement de peuples turcs amenés en Mongolie par les Oïrats ou qui y ont migré lors de conflits historiques, notamment aux XVIIe et XVIIIe siècles.
Les Khotons ont été installés en Mongolie par les Oïrats lorsque ces derniers ont conquis le Turkestan oriental et ont emmené leurs ancêtres citadins en Mongolie. Selon une autre version, ils se seraient installés en Mongolie après 1753, lorsque leur chef, le prince Dörbet Tseren Ubashi, s'est rendu à la dynastie Qing. Les Khotons ont rapidement adapté et assimilé la culture et la langue mongoles ou oïrates. Selon certains chercheurs, les Khotons peuvent être considérés comme des Ouïghours mongolisés.
Les Khotons de Mongolie intérieure qui résident dans la Ligue d'Alxa sont considérés comme descendants de peuples turcs originaires de Hami, au Xinjiang, qui ont ensuite adopté et assimilé la culture mongole locale. La plupart des chercheurs pensent que les ancêtres des Khotons ont été amenés dans la région vers le XVIIIe siècle ou avant en tant que captifs du Xinjiang après le retour du prince des Mongols d'Alasha qui avaient combattu les Dzoungars. Selon la tradition locale, les ancêtres des Khotons sont arrivés dans la région à la fin du XVIIe siècle en tant que marchands et se sont finalement installés et assimilés aux Mongols Alasha. Des migrants occasionnels venus du Xinjiang et quelques Hui des régions voisines qui ont été incorporés dans les Khotons ont contribué à maintenir et à agrandir leur communauté,.

## Culture
Contrairement à la plupart des Mongols, les Khotons suivent une forme syncrétique de l'islam qui intègre des éléments bouddhistes et traditionnels (comme le tengrisme). Ils évitent traditionnellement les mariages mixtes avec d'autres groupes ethniques et ont tendance à éviter la culture écrite mongole dominante.
En Mongolie intérieure, de nombreux Khotons sont des nomades pastoraux, même si un nombre croissant d'entre eux tend aujourd'hui à se sédentariser.

## Langue
Les Khotons parlaient la langue Khoton (un dialecte de la langue ouïghoure), qui s'est éteinte au XIXe siècle. Une fois installés en Mongolie, les Khotons adoptèrent le dörbet,. En Mongolie intérieure, les Khotons parlent le dialecte alasha de l'oïrat.

## Sources